# Тремасов, Дмитрий Егорович
Дми́трий Его́рович Трема́сов (1925—2011) — советский пехотинец — участник Великой Отечественной войны, Герой Советского Союза (24.03.1945). Младший лейтенант (1945).

## Биография
Дмитрий Тремасов родился 30 июля 1925 года в селе Большое Кирдяшево (ныне — Наровчатский район Пензенской области). После окончания семи классов школы работал в колхозе. В январе 1943 года Тремасов был призван на службу в Рабоче-крестьянскую Красную Армию. С февраля 1944 года — на фронтах Великой Отечественной войны.
К июлю 1944 года сержант Дмитрий Тремасов командовал пулемётным отделением 369-го стрелкового полка 212-й стрелковой дивизии 9-го гвардейского стрелкового корпуса 61-й армии 1-го Белорусского фронта. Отличился во время освобождения Брестской области Белорусской ССР. 9 июля 1944 года под Пинском Тремасов одним из первых переправился через реку Стырь и принял активное участие в боях за захват и удержание плацдарма на её берегу. Оставшись единственным в живых из всего своего подразделения, находясь в окружении, Тремасов семь часов отражал немецкие контратаки, уничтожив около 100 солдат и офицеров противника и продержавшись до подхода разведчиков своего полка.

Бюст на Аллее Героев в Наровчате

Указом Президиума Верховного Совета СССР от 24 марта 1945 года за «образцовое выполнение боевых заданий командования на фронте борьбы с немецкими захватчиками и проявленные при этом отвагу и геройство» сержант Дмитрий Тремасов был удостоен высокого звания Героя Советского Союза с вручением ордена Ленина и медали «Золотая Звезда» за номером 5685.
В 1945 году Тремасов окончил курсы младших лейтенантов. В 1946 году он был уволен в запас. Проживал и работал в Электростали. Проживал по адресу ул. Спортивная, д. 45а. Скончался 12 февраля 2011 года. Урна с прахом установлена в колумбарии Николо-Архангельского кладбища Москвы.

## Награды и звания
Был также награждён орденами Отечественной войны I (11.03.1985) и II (19.07.1944) степеней, рядом медалей.
Почётный гражданин Пинского района. Звание «Почетный гражданин Пинского района» присвоено в 2022 году за особые заслуги при освобождении Пинского района в годы Великой Отечественной войны.

## Память
- Бюст Дмитрия Тремасова установлен в селе Наровчат на Аллее Героев — уроженцев и жителей Наровчатского района Пензенской области.
- На доме в Электростали, где жил Тремасов, установлена мемориальная доска.[4]
- Памятник Герою Советского Союза Дмитрию Тремасову в Лопатино Пинского района Брестской области Беларуси[5]. Открыт в 2022 году, в День Независимости Республики Беларусь. Установлен у здания Дома культуры[5].